# Josef Lemisch
Josef Lemisch (* 31. Mai 1862 in Sankt Veit an der Glan; † 1. Februar 1918 in Klagenfurt) war ein österreichischer Politiker.

## Leben
Lemisch wurde als Spross der ältesten Kärntner Eisengewerkenfamilie Rauscher von Stainberg und als Sohn eines Arztes geboren. Seine Mutter war Fanni Lemisch, die ab 1888 den Rainerhof am Neuen Platz in Klagenfurt und in Pörtschach die denkmalgeschützten Villen Villa Seewarte und Villa Seeblick erbauen ließ. Sein Bruder war Arthur Lemisch.
Er besuchte das Gymnasium in Klagenfurt und gehörte dort zu den Stiftern der pennal-conservativen Burschenschaft Tauriska. Er studierte nach der Matura Rechtswissenschaften in Innsbruck. Während seines Studiums wurde er 1880 Mitglied der Burschenschaft Suevia Innsbruck. Er wurde zum Dr. iur. promoviert. Nach seinem Studium arbeitete er als Rechtsanwalt. Von 1896 bis 1918 war er für die Stadt Klagenfurt Abgeordneter im Kärntner Landtag. Er war unter anderem auch als Landeshauptmannstellvertreter tätig.